# 小倉航路

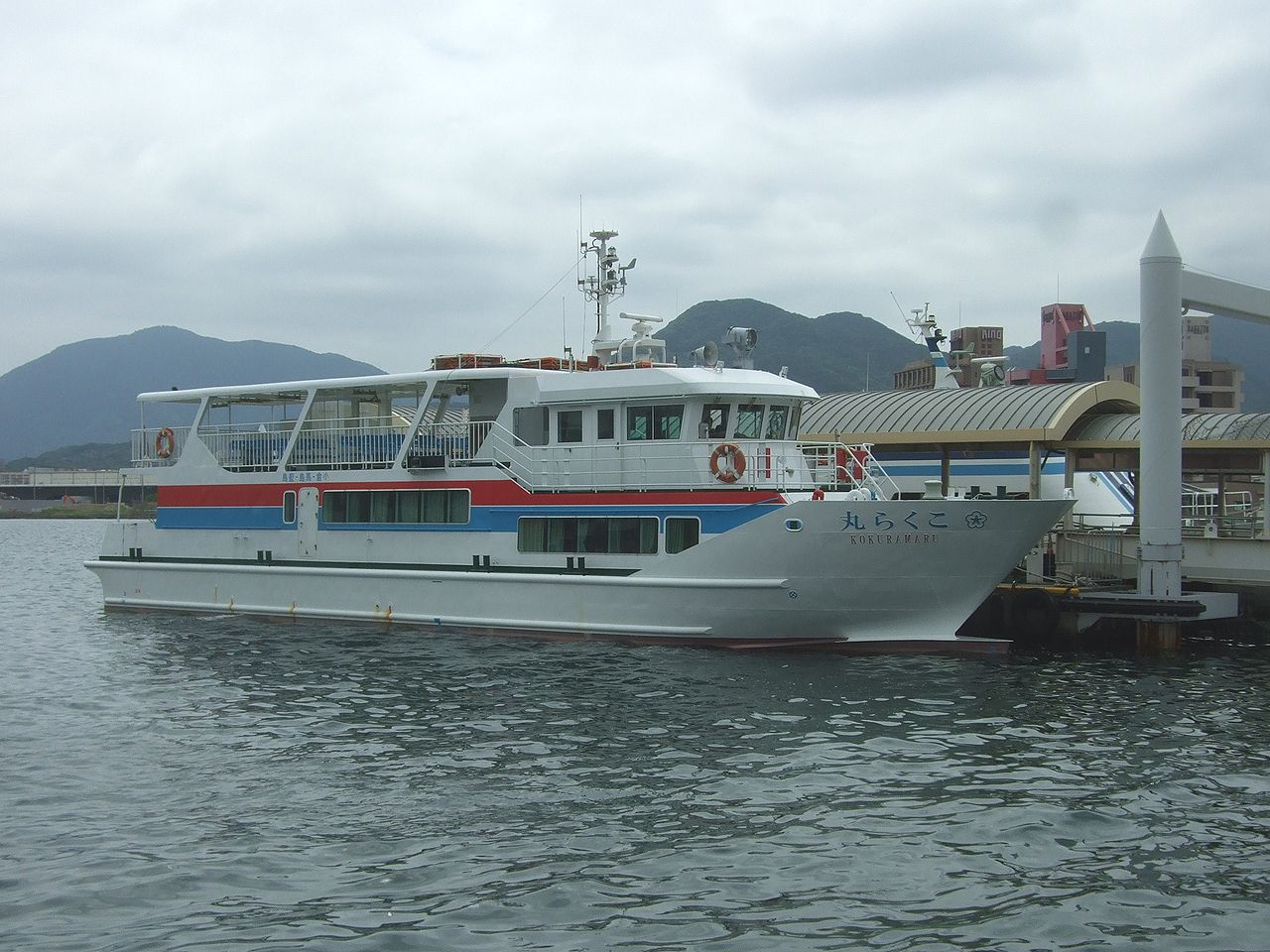
こくら丸

小倉航路（こくらこうろ）は、福岡県北九州市が運営する北九州市営渡船の航路の一つで、同市小倉北区の本土側と馬島・藍島を結ぶ航路（渡し船）である。

## 概要
北九州市中心部の北九州市小倉北区浅野3丁目9番1号に所在する小倉渡場と、北側の響灘にある馬島・藍島を旅客船で結んでおり、北九州市営渡船のもう一つの航路である若戸渡船と同様、北九州市産業経済局観光にぎわい部渡船事業所が管理する。
1日3往復で全便小倉－馬島－藍島の順に寄港する。夏場の海水浴期など多客時には臨時便が運航されることがあり、乗船者数確認のため浅野埠頭で整理券を配布している。なお1便の藍島発に限り搭載した貨物を下ろすため日明埠頭に寄港したのち浅野埠頭に向かっており、このため所要時間が10分長くなっている。「日明港（魚市場）での下船を固く禁じます」との掲示が船内にあり、日明埠頭での乗下船はできない。
かつては平日・土曜・日祝日でそれぞれダイヤが異なっていたが、2019年4月1日のダイヤ改正により平日と土曜ダイヤが一本化された。
2019年4月1日現在の普通運賃は小倉 - 藍島間600円、小倉 - 馬島間420円、馬島 - 藍島間180円（小児・年長者施設利用証所持者・障害者は半額）。ほかに定期券（1か月通勤・通学）、回数券（11枚綴りで10回分の価格）、貨物運賃がある。

## 歴史
- 1913年（大正2年） - 藍島住民の上村慶蔵が「藍島丸」を建造し、個人事業として藍島 - 戸畑間に定期船の運航を開始。
- 1923年（大正12年） - 小倉市が「勝山丸」を建造し、船を貸与して契約者が運営する形で小倉 - 馬島 - 藍島間に航路の運航を開始。
- 1946年（昭和21年） - 小倉市営航路として運航開始。
- 1948年（昭和23年）10月1日 - 下関市彦島西山に寄港開始（翌1949年（昭和24年）末に中止）。
- 1952年（昭和27年）7月 - 初代「小倉丸」就航（旭洋造船建造）。
- 1955年（昭和30年）8月 - 小倉渡場を小倉市浅野二丁目3-47の紫川河口に移転。
- 1965年（昭和40年）6月1日 - 2代目「小倉丸」就航（旭造船鉄鋼建造）
- 1975年（昭和50年）1月20日 - 3代目「小倉丸」就航（墨田川造船建造）
- 1979年（昭和54年）4月 - 小倉渡場を小倉北区浅野3丁目7-50に移転。
- 1992年（平成4年）8月 - 「こくら丸」就航（若松造船建造）。
- 1998年（平成10年） - 小倉渡場を現在地に移転。
- 2017年（平成29年）5月29日 - 2代目「こくら丸」就航（稲益造船建造）。

- 2019年（平成31年）4月1日 - ダイヤ改正により平日ダイヤと土曜ダイヤを一本化（日祝日ダイヤは存続）。同時に運賃を約50%値上げ改定。

## 船舶
- こくら丸[3]

2017年5月29日就航。95.0総トン、全長27.80m、幅5.60m、出力978馬力×2、速力19.00ノット、旅客定員150名。稲益造船建造。